# ألبارو أوريبي بيليث
ألفارو أوريبي فيليز (بالإسبانية: Álvaro Uribe Vélez)‏ (4 يوليو 1952 -)، رئيس كولومبيا بالفترة من 7 أغسطس 2002 إلى 7 أغسطس 2010، وكان قد أعيد انتخابه لدورة ثانية عام 2006.
حاول أوريبي التجديد له بولاية رئاسية ثالثة عام 2010، من خلال تقديمه لمقترح تغيير الدستور للسماح له بولاية جديدة إلا ان المحكمة الدستورية الكولومبية رفضته واعتبرته غير قانوني، لينقل دعمه إلى خوان مانويل سانتوس، الأمر الذي اعطاه قاعدة دعم قوية في الانتخابات التي فاز بها بفارق كبير.
درس الحقوق في جامعة أنتيويكا، ثم درس الإدارة والتصرف في جامعة هارفارد. شغل منصب رئيس بلدية ميديلين، ثم شيخًا ثم حاكما لمنطقة انتيوكيا. قتل والده على يد الفارك سنة 1983. كما أنه نجا من عدة محاولات اغتيال.

## روابط خارجية
- ألبارو أوريبي بيليث على موقع IMDb (الإنجليزية)
- ألبارو أوريبي بيليث على موقع الموسوعة البريطانية (الإنجليزية)
- ألبارو أوريبي بيليث على موقع مونزينجر (الألمانية)
- ألبارو أوريبي بيليث على موقع إن إن دي بي (الإنجليزية)